# Canton de Montpezat-sous-Bauzon
Le canton de Montpezat-sous-Bauzon est une ancienne division administrative française située dans le département de l'Ardèche et la région Rhône-Alpes.

## Géographie
Ce canton était organisé autour de Montpezat-sous-Bauzon dans l'arrondissement de Largentière. Son altitude variait de 430 mètres à Montpezat-sous-Bauzon jusqu’à 1 602 mètres au Béage, pour une altitude cantonale moyenne de 1 013 mètres.

## Histoire
De 1833 à 1848, les cantons de Coucouron et de Montpezat avaient le même conseiller général. Le nombre de conseillers généraux était limité à 30 par département.

## Représentation

### Conseillers généraux de 1833 à 2015
| Période | Période           | Identité                          | Étiquette                | Qualité |
| ------- | ----------------- | --------------------------------- | ------------------------ | --- |
| 1833    | 1848              | voir Canton de Coucouron          |                          | |
| 1848    | 1852              | Marquis Sosthène de Chanaleilles, |                          | Chef d'escadron au troisième régiment de chasseurs d'Afrique, ancien page de Louis XVIII                                                        |
| 1852    | 1853 (démission)  | Henri Chevreau                    | Bonapartiste             | Ancien Préfet Secrétaire Général du Ministère de l'Intérieur opta pour le Canton d'Antraigues-sur-Volane                                        |
| 1853    | 1864              | Cyprien Rivier                    |                          | Propriétaire à Montpezat-sous-Bauzon |
| 1864    | 1865              | Jean Mathon                       |                          | Maire d'Aubenas |
| 1865    | 1883              | Adrien Tailhand                   | Conservateur Monarchiste | Conseiller à la Cour Impériale de Nîmes Sénateur (1876-1885)                                                                                    |
| 1883    | 1888 (décès)      | Henri-Charles-Louis Deguilhem     | Républicain              | Propriétaire, négociant à Paris, député (1886-1888)                                                                                             |
| 1888    | 1890 (décès)      | Auguste Pavin de Lafarge          |                          | Industriel,propriétaire à Viviers |
| 1891    | 1891 (annulation) | Henri Chevreau                    | Bonapartiste             | Propriétaire, ancien député (1885) |
| 1891    | 1925 (décès)      | Clovis Delubac                    | Républicain rallié       | Propriétaire à Montpezat |
| 1925    | 1931              | Eugène Méjean                     | URD                      | Avoué à Largentière, conseiller d'arrondissement                                                                                                |
| 1931    | 1940              | Eugène Lautier                    | URD                      | Avocat à Privas Sénateur (1939-1945) Nommé membre de la Commission administrative départementale en 1941 Nommé conseiller départemental en 1942 |
|         |                   |                                   |                          | |
| 1945    | 1961              | Joseph Durand                     | MRP puis PPUS puis DVD   | Retraité - Maire de Montpezat |
| 1961    | 1973              | Paul Ollier                       | MRP puis CD              | Notaire à Saint-Cirgues-en-Montagne |
| 1973    | 1973 (annulation) | Marcel Gardès                     | UDR                      | Médecin - Maire du Béage |
| 1973    | 1979              | Paul Ollier                       | CD puis UDF-CDS          | Notaire - Maire de Saint-Cirgues-en-Montagne (1965-1977)                                                                                        |
| 1979    | 2004              | Marcel Gardès                     | RPR                      | Maire du Béage (1971-1989) Suppléant d'Henri Torre (1980-1989)                                                                                  |
| 2004    | 2011              | Éric Lespinasse                   | UMP                      | Hôtelier-restaurateur Maire de Saint-Cirgues-en-Montagne depuis 2001                                                                            |
| 2011    | 2015              | Patrick Coudène                   | DVD                      | Agent EDF Maire du Roux depuis 2001 |

Sources : 

### Conseillers d'arrondissement (de 1833 à 1940)
| Période                                  | Période | Identité                     | Étiquette | Qualité |
| ---------------------------------------- | ------- | ---------------------------- | --------- | --- |
| 1833                                     | 1848    | M. Chaudanson                |           | Avoué à Largentière                                                                                         |
|                                          |         |                              |           | |
| 1904                                     | 1925    | Eugène Méjean                | Droite    | Avoué à Largentière                                                                                         |
| 1925                                     | 1940    | Germain Teyssier (1897-1980) | Droite    | Négociant à Saint-Cirgues-en-Montagne                                                                       |
| 1940                                     |         |                              |           | Les conseils d'arrondissement ont été suspendus par la loi du 12 octobre 1940 et n'ont jamais été réactivés |
| Les données manquantes sont à compléter. |         |                              |           | |

## Composition
Le canton de Montpezat-sous-Bauzon regroupait sept communes. 
| Nom                               | Code Insee | Intercommunalité                  | Superficie (km2) | Population (dernière pop. légale) | Densité (hab./km2) |
| --------------------------------- | ---------- | --------------------------------- | ---------------- | --------------------------------- | ------------------ |
| Montpezat-sous-Bauzon (chef-lieu) | 07161      | CC Ardèche des Sources et Volcans | 27,23            | 894 (2014)                        | 33                 |
| Le Béage                          | 07026      | CC Montagne d'Ardèche             | 32,83            | 277 (2014)                        | 8,4                |
| Cros-de-Géorand                   | 07075      | CC Montagne d'Ardèche             | 43,39            | 162 (2014)                        | 3,7                |
| Mazan-l'Abbaye                    | 07154      | CC Montagne d'Ardèche             | 44,79            | 133 (2014)                        | 3                  |
| Le Roux                           | 07200      | CC Montagne d'Ardèche             | 16,43            | 48 (2014)                         | 2,9                |
| Saint-Cirgues-en-Montagne         | 07224      | CC Montagne d'Ardèche             | 21,78            | 224 (2014)                        | 10                 |

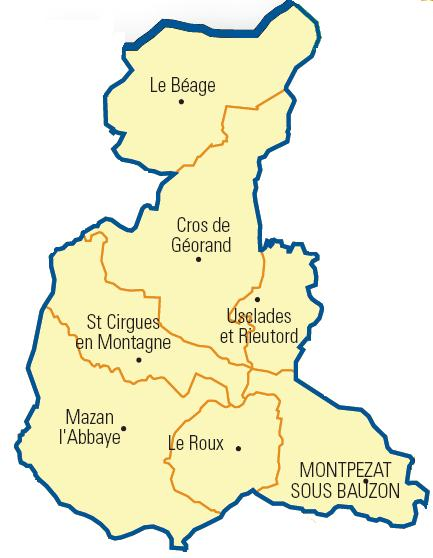
Carte du canton

| Usclades-et-Rieutord              | 07326      | CC Montagne d'Ardèche             | 12,46            | 128 (2014)                        | 10                 |

## Démographie
| 1962  | 1968  | 1975  | 1982  | 1990  | 1999  | 2006  | 2011  | 2012  |
| ----- | ----- | ----- | ----- | ----- | ----- | ----- | ----- | ----- |
| 3 342 | 2 915 | 2 516 | 2 200 | 2 055 | 1 769 | 1 813 | 1 847 | 1 882 |